# موسى والتوحيد
موسى والتوحيد (بالألمانية: Der Mann Moses und die monotheistische Religion. Drei Abhandlungen، حرفياً: «ذاك الرجل موسى والديانة التوحيدية. ثلاث مقالات») كتاب بقلم سيغموند فرويد صدر بالألمانية في سنة 1939، ترجمه إلى العربية جورج طرابيشي.

## مضمون الكتاب
يدرس سيغموند فرويد في هذا الكتاب موسى ونشوء الديانة التوحيدية من وجهتي نظر تاريخية وتحليلية نفسية. فمن وجهة نظر التاريخ يفاجئنا بان موسى لم يكن عبرانياً بل مصرياً، وان اليهود قتلته. ومن وجهة نظر التحليل النفسي يرجع فرويد ظهور التوحيد إلى العقدة الجنسية الأولى أو إلى الجريمة الأولى في التاريخ البشري، جريمة قتل الاب البدائي على يد أبنائه الطامعين في نسائه وسلطته.
إن «موسى والتوحيد» كتاب بالغ الخطورة إلى حد إن فرويد نفسه لم يجرؤ على نشره إلا في العام الأخير من حياته، وبسبب نشره اتهمه أبناء دينه باللاسامية.

## روابط خارجية
- موسى والتوحيد على موقع الموسوعة البريطانية (الإنجليزية)